# 6. Luftwaffen-Feld-Division
 (septembre 2016).
La 6. Luftwaffen-Feld-Division  (6e division de campagne de la Luftwaffe) a été l'une des principales divisions de la Luftwaffe allemande durant la Seconde Guerre mondiale.

## Création
Cette division a été formée en septembre 1942 à Groß-Born dans la Luftgau III à partir du  Flieger-Regiment 21..

En janvier 1943, la Panzer-Jäger-Abteilung Luftwaffen-Feld-Division 6, la Artillerie-Abteilung Luftwaffen-Feld-Division 6 et la Flak-Abteilung Luftwaffen-Feld-Division 6 sont réunis dans le Luftwaffen-Artillerie-Regiment 6.

Comme plusieurs autres Luftwaffen-Feld-Division le 1er novembre 1943, la Division est prise en charge par la Heer et est renommée 6. Feld-Division (L).

## Commandement

Drapeau du commandant d'une division aérienne

| Début          | Fin               | Grade        | Nom                      |
| -------------- | ----------------- | ------------ | ------------------------ |
| Septembre 1942 | Décembre 1942     | Oberst       | Ernst Weber              |
| Décembre 1942  | 1er novembre 1943 | Generalmajor | Rüdiger von Heyking (en) |

## Chef d'état-major
| Début         | Fin               | Grade          | Nom                |
| ------------- | ----------------- | -------------- | ------------------ |
| Octobre 1942  | Décembre 1942     | Hauptmann      | Ernst Friedrichsen |
| Décembre 1942 | 1er novembre 1943 | Oberstleutnant | Zabel              |

## Rattachement
| Janvier 1943 - Février 1943 : |  | II. Luftwaffen-Feldkorps / Chevallerie (LIX. Armeekorps)      | basée à Velikiye Luki |
| Février 1943 - Octobre 1943 : |  | II. Luftwaffen-Feldkorps / PanzerArmeeoberkommando (PzAOK) .3 | basée à Nevel         |

## Unités subordonnées
- I. à IV. Bataillone (Infanterie, sans Stab - Chaque bataillon d'infanterie est constitué de 4 compagnies)
- Panzer-Jäger-Abteilung Luftwaffen-Feld-Division 6
- Artillerie-Abteilung Luftwaffen-Feld-Division 6
- Flak-Abteilung Luftwaffen-Feld-Division 6
- Radfahrer-Kompanie Luftwaffen-Feld-Division 6
- Pionier-Kompanie Luftwaffen-Feld-Division 6
- Luftnachrichten-Kompanie Luftwaffen-Feld-Division 6
- Kommandeur der Nachschubtruppen Luftwaffen-Feld-Division 6